# 夏侯徳
| 姓名         | 夏侯徳           |
| 出身地       | 豫州沛国譙県     |
| 職官         | 将（曹洪の部将） |
| 所属・陣営等 | 曹操             |
| 家族・一族   | 弟：夏侯尚       |

夏侯 徳（かこう とく）は、中国の小説『三国志演義』に登場する架空の人物。
曹洪の部将として登場し、夏侯尚の兄として描かれている。ちなみに史実での夏侯尚の字は伯仁であり、当時の中国では「伯」は長男に使われることが多い字である。
漢中の天蕩山での蜀の黄忠・厳顔との激突時に、武将の韓浩に迎え撃たせるが、韓浩は黄忠に討たれてしまう。夏侯徳は怒って自ら出撃するが、後方に回った厳顔に斬られることになっている。